# 댄 시먼스
댄 시먼스(Dan Simmons, 1948년 4월 4일 ~ )는 휴고상 수상작인 과학소설 《히페리온》(Hyperion)과 후속편 《히페리온의 몰락》(The Fall of Hyperion)으로 유명해진 미국 작가이다. 히페리온의 노래(Hyperion Cantos)라고 알려진 이 시리즈의 다른 작품으로는, 《엔디미언》(Endymion)과 《엔디미언의 번영》(The Rise of Endymion)이 있다.
그의 작품세계는 과학소설, 공포소설과 환상소설을 아우르며, 가끔씩은 한 작품 안에 앞서 언급한 요소들을 혼합시키기도 한다. 장르의 경계를 허물어뜨리는 시먼스의 재능을 보여주는 좋은 예가 바로 세계환상문학상 수상작인 《칼리의 노래》(Song of Kali)(1985)이다. 또한 그는 미스터리나 스릴러 쪽에서 존경받는 작가이기도 하다.

## 작품세계
시먼스는 1970년 워배시 대학에서 영문학으로 석사 학위를, 1971년 세인트 루이스의 워싱턴 대학에서 교육학으로 박사 학위를 받았다. 이후 1989년까지 초등학교에서 교편을 잡았다.
이내 그는 단편 소설을 쓰기 시작했는데, 할런 엘리슨의 도움으로 단편 〈스틱스 강은 거꾸로 흐른다〉(The River Styx Runs Upward)를 발표하여 트와일라잇 존 매거진의 단편 공모에서 최우수상을 수상한 1982년 이후 본격적으로 작품활동을 시작했다. 첫 번째 장편인 《칼리의 노래》는 1985년에 발표되었다.

## 공포소설
《Summer of Night》는 1960년대에 고향인 일리노이주 엘름 헤이븐을 위협하던 아주 오래된 악을 함께 힘을 합쳐 퇴치하는 어린이들에 관한 이야기이다.
스티븐 킹이 극찬한 이 장편은 소도시에서의 삶과 순수의 상실, 오래된 악의 부활, 그리고 어른이 되어가면서 중요해지는 타인에 대한 책임감이라는 주제에 초점을 맞추고 있다는 점에서 킹의 작품인 《그것》(It)과 유사하다.
《Summer of Night》의 후속편인, 《A Winter Haunting》에서, 이제 어른이 된 주인공은 현재 어른으로서의 자신의 삶을 어지럽히는 수수께끼의 해답을 찾기 위해 어렸을 적 살던 고향을 방문한다. 다른 의사-후속편인 《Children of the Night》에서는 훨씬 더 나이를 먹어, 이제 로마 가톨릭교회의 사제가 된 마이크 오루크가 유럽의 어느 도시에서 일어나고 있는 괴이한 사건을 조사하기 위해 파견된다. 《Summer of Night》의 다른 등장인물인 데일의 동생, 로런스 스튜어트는 시먼스의 스릴러 소설인 《Darwin's Blade》에서 조연으로 나오고, 어른이 된 코디 쿡은 《Fires of Eden》에 잠시 나온다. 어른이 된 케빈은 《Phases of Gravity》의 주요 등장인물이기도 하다.
여태까지 대개 공포소설을 써 왔던 시먼스는 《Summer of Night》 이후 이내 과학소설 집필에 몰두하기 시작한다.

## 과학소설
시먼스는 1989년 《히페리온》이 휴고상과 로커스상 최우수 장편부문을 수상하면서 명성을 얻게 되었다. 이 장편은 대규모 우주전쟁에 관한 작품으로, 조반니 보카치오의 《데카메론》과 초서의 《캔터베리 이야기》에서 서사 구조를 착상하였다고 한다.
처음부터 시먼스는 플롯을 능숙하게 전개시키는 솜씨를 지닌, 탁월한 과학소설 작가로 주목을 받았다. 그의 플롯은 고전 문학작품들과의 관계로부터 풍부한 자양분을 흡수한 결과 얻어진 것으로, 작품들 중 상당수가 고전 문학작품과 깊이 연관되어 있다.
- 《시체의 위안》(Carrion Comfort)은 제목과 주제를 제라드 맨리 홉킨스의 시에서 가져왔다.
- TV 선교사를 비꼰 〈Vanni Fucci Is Alive and Well and Living In Hell〉(1988)은 단테의 신곡 중 지옥편에 묘사된 지옥에 살던 주인공이 잠깐 이승으로 돌아오게 된 것을 다룬 단편이다.
- 순례길에 오른 다양한 사람들이라는 《히페리온》의 기본 플롯은 중세시 《캔터베리 이야기》에서 빌려온 것이다.
- 《The Hollow Man》은 단테의 신곡 중 지옥편과 엘리엇의 작품에 영향을 받았다.
- 1993년 단편 〈The Great Lover〉는 제1차 세계대전기 시인들의 작품들로부터 영향을 받았다.
- 《히페리온의 몰락》에서, 키츠가 주요 등장인물 가운데 하나로 나온다.
- 그의 《일리움》(Ilium)/《올림포스》(Olympos) 사이클은 호메로스의 작품들로부터 영감을 얻었다.
- 《일리움》 사이클에서 등장인물인 에이다와 그녀의 고향 아디스는 나보코프가 과학소설과 대체역사 장르에 슬쩍 손을 댄 작품인 《에이다 혹은 아더》(Ada or Ardor)로부터 빌려온 것이다.

2004년 1월, 그의 장편 《일리움》과 《올림포스》가 디지털 도메인과 바넷 베인 필름에 의해 영화화될 것이라는 발표가 있었는데, 시먼스는 제작 총지휘를 담당하게 된다. 《일리움》은 "호메로스의 《일리아드》와 셰익스피어의 《템페스트》의 주제와 등장인물을 포괄하면서, 5000년의 시간과 전 태양계를 넘나드는 서사시적 작품"이라고 한다. 2004년 7월, 《일리움》은 2003년 로커스상 장편부문을 수상했다.

## 작품
Hyperion Cantos
1. Hyperion (1989) - Hugo Award 1990, Locus Award 1990 (Science Fiction)

《히페리온 (양장)》2009년 8월 최용준 역. 열린책들. 612쪽, ISBN 978-89-329-0905-9
1. The Fall of Hyperion (1990)
2. Endymion (1996)
3. The Rise of Endymion (1997)

Ilium/Olympus
1. Ilium (2003) - Locus Award 2004

《일리움 : 신들의 산 올림포스를 공습하라 (양장)》2007년 10월 유인선 역. 베가북스. 942쪽, ISBN 978-89-92309-08-0
1. Olympos (2005)

《올림포스 : 신들로부터 불과 지식을 훔치다! (양장)》2009년 9월 김수연 역. 베가북스. 997쪽, ISBN 978-89-92309-25-7
Joe Kurtz
1. Hardcase (2001)
2. Hard Freeze (2002)
3. Hard as Nails (2003)

Other books
- Song of Kali (1985) - World Fantasy Award 1986
- Carrion Comfort (1989) - Bram Stoker Award 1989
- Phases of Gravity (1989)
- Entropy's Bed at Midnight (1990)
- Prayers to Broken Stones (1990, short story collection)
- Summer of Night (1991)
- Summer Sketches (1992, short story collection)
- Children of the Night (1992) - Locus Award 1993 (Horror)
- Lovedeath (1993, short story collection)
- The Hollow Man (1992)
- Fires of Eden (1994)
- The Crook Factory (1999)
- Darwin's Blade (2000)
- A Winter Haunting (2002)
- Worlds Enough & Time (2002, short story collection)
- The Terror (2007)